# 赫夫莱因
赫夫莱因是奥地利下奥地利州莱塔河畔布鲁克县的一个市镇。总面积22.36平方公里，总人口1149人，人口密度為51.4人/平方公里（2009年）。